# (9182) 1991 NB4
(9182) 1991 NB4 là một tiểu hành tinh vành đai chính. Nó được phát hiện bởi Henri Debehogne ở Đài thiên văn La Silla ở Chile ngày 8 tháng 7 năm 1991.